# Batalla de Cabezón
La batalla de Cabezón fue un encuentro bélico que se produjo en el municipio de Cabezón de Pisuerga (cerca de Valladolid) en los inicios de la Guerra de la Independencia española el 12 de junio de 1808. Fue un primer intento del general García de la Cuesta de cortar las comunicaciones entre Madrid e Irún, cuando se produjeron sublevaciones en España tras el levantamiento del 2 de mayo.

## Preliminares

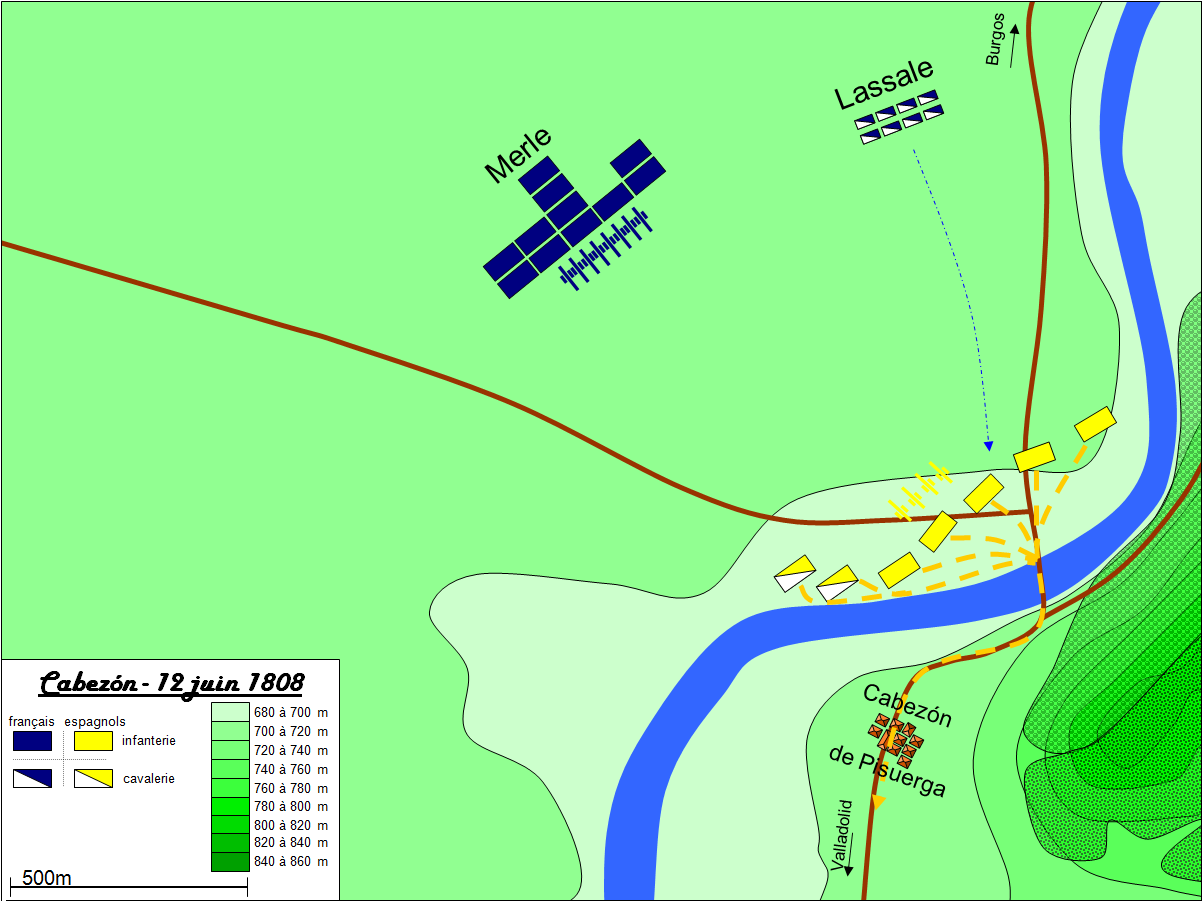
Campo de batalla de Cabezón.

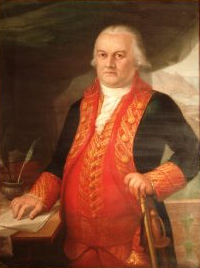
El general García de la Cuesta

Los ecos del 2 de mayo madrileño produjeron una reacción en la ciudad de Valladolid (donde el partido fernandino ocupaba los puestos de poder tras el Motín de Aranjuez). Tras los sucesos del día 31 de mayo en la ciudad, el capitán general-presidente García de la Cuesta accede el 1 de junio al alistamiento forzoso, sin distinción, de los varones de 17 a 40 años, y a proporcionar cuadros militares, pasando al Ayuntamiento para publicitarlo. Cuesta sabía que debía organizarlo todo con la mayor rapidez posible pues el cuartel general francés se sitúaba en Burgos. Incluso los prelados ofertaron sus propiedades y el alistamiento de los novicios. Además, creó la Junta de Armamento y Defensa de Valladolid, bajo su presidencia, a la que fueron llamados dos representantes de cada corporación: Chancillería, Universidad, Ayuntamiento, Cabildo eclesiástico y gremios. Cuesta, que la controlaba sin problema, la elevó a la categoría de Junta General o Superior de las otras organizadas en las intendencias castellanas que hubieron de entenderse con ella (sin estar representados en su seno). Se encontró con un gran problema para organizar la defensa, pues Castilla poseía una deficiente infraestructura militar y no disponía de ningún ejército regular.
La noticia de la insurrección vallisoletana fue recibida en el cuartel general del Cuerpo de Observación de los Pirineos Orientales, en Burgos, la noche del 4 de junio. El mariscal Bessières, visto el evidente riesgo de ruptura de la ruta militar y de postas de Francia a Madrid, dio prioridad a despejar la vía sobre la que se cernía la amenaza de las desconocidas (por ello temidas) fuerzas de Cuesta. En consecuencia, las operaciones de los generales Merle y Lasalle en La Montaña fueron desviadas en favor del teatro meseteño, uniendo sus filas en Dueñas el 11 de junio, listos para encarar al enemigo, del cual, tras el combate de Torquemada y la entrada en Palencia, tienen una idea cabal. 
Al corriente del avance de los franceses, Cuesta sacó a la tropa de la ciudad los días 9 y 10 de junio.

### Tropas
García de la Cuesta logró reunir finalmente una fuerza de unos 4 700 milicianos, 300 unidades de caballería regular y 4 piezas de artillería, que sería llamada de forma grandilocuente Ejército de Castilla’’.
Por su parte, el ejército francés preparó un destacamento al mando del General Lasalle perteneciente al Cuerpo del ejército francés dirigido por el Mariscal Bessières que tenía órdenes de normalizar la situación en la ciudad de Valladolid, compuesto de unos 9 000 hombres.

## Batalla
En un principio, las tropas de Cuesta se desplegaron entre el puente de Cabezón sobre el Pisuerga (a unos quince kilómetros de la capital) y el camino a Burgos, frente a las tropas francesas que acechaban. Sin embargo, llevado por el entusiasmo de sus hombres, Cuesta decidió cruzar el puente y atacar a las fuerzas francesas, que les doblaban en número. El resultado era previsible, pues la veterana caballería de Lasalle aplastó a los novatos reclutas, provocando una desbandada general encabezada por Cuesta, y pudo marchar hacia Valladolid.

## Consecuencias
Valladolid fue ocupada inmediatamente y lo mismo ocurrió pocos días después en Santander. Concluida la batalla, el vecindario de Cabezón y de los municipios del área (Santovenia, La Overuela, Cigales) fueron saqueados. De igual modo, en los civiles despertó el instinto carroñero, y los expoliadores recorrieron el campo de batalla, recogiendo fusiles y armas blancas entre los despojos. No hubo tanta prisa en el entierro de los cadáveres, no efectuado hasta el día 17, por decisión de la Sala del Crimen. Todavía semanas después fueron localizados cuerpos en las márgenes del Pisuerga.
Considerada como la primera batalla de la Guerra de la Independencia en Castilla, fue asimismo un importante jalón en la guerra propagandística, en la pugna por la opinión pública, desatando la maquinaria sofista de ambos beligerantes. De inmediato sirve para espolear la voluntad de combate mediante artículos en diversos periódicos.
Por su parte, el general De la Cuesta se dirigió con sus tropas supervivientes al norte de la provincia, a Benavente, donde se le unen los reclutas locales, los leoneses y el regimiento asturiano Covadonga; además del Ejército de Galicia comandado por Joaquín Blake en el Bierzo. Este agrupamiento sería el origen de la batalla de Medina de Rioseco, que se produciría el 14 de julio de ese mismo año.